# Grand Ridge Road
La Grand Ridge Road, partiellement désignée par  est une route touristique longue de 135 kilomètres du Gippsland, au Victoria en Australie. Elle va de Seaview à Carrajung, via Hallston, Mirboo Nord, Gunyah Junction, Ryton Junction, Balook et Blackwarry.
La route est connue pour ses superbes paysages allant des terres agricoles ouvertes à la forêt dense, surtout lorsqu'elle traverse le parc national de Tarra-Bulga et le parc d'État du mont Worth.
Son revêtement est selon les endroits de bonne qualité, bitumé, ou complètement absent et la piste devenir fortement ondulée.

## Galerie

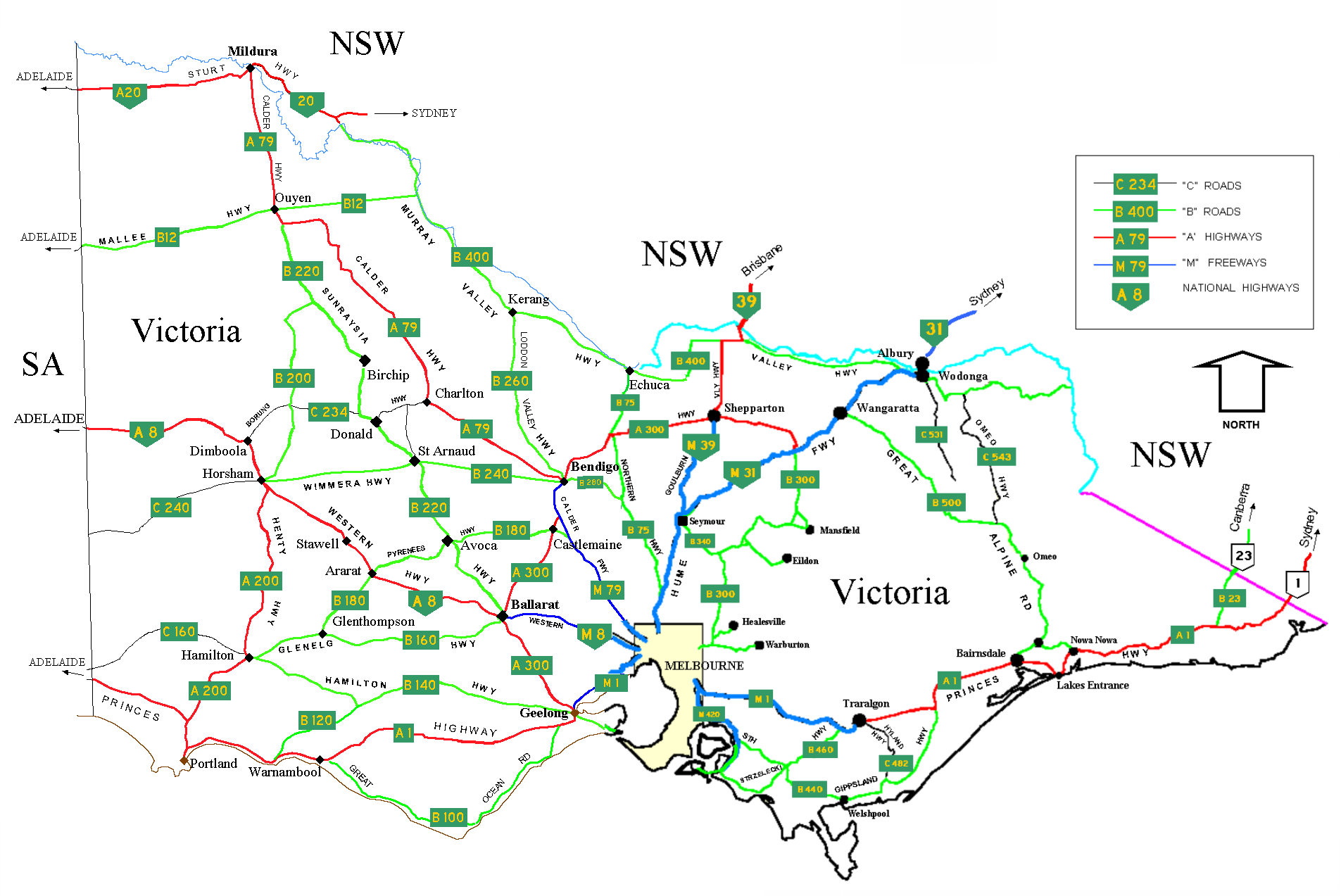